# Serpiano TI
| TI ist das Kürzel für den Kanton Tessin in der Schweiz. Es wird verwendet, um Verwechslungen mit anderen Einträgen des Namens Serpiano zu vermeiden. |

Werner Friedli: Serpiano, historisches Luftbild (1954)

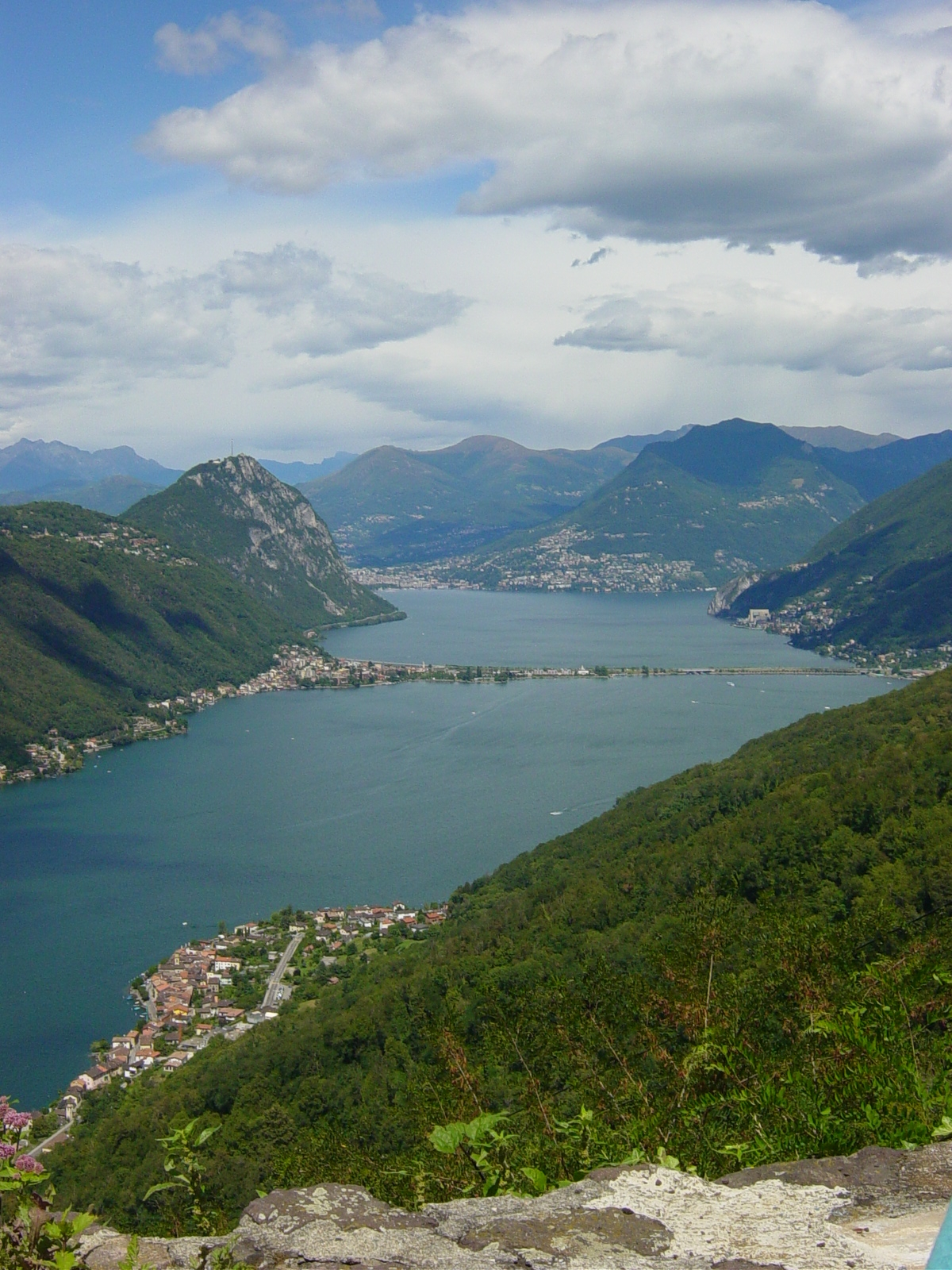
Luganersee, von Serpiano aus gesehen

Serpiano ist eine Fraktion der politischen Gemeinde Brusino Arsizio.

## Geographie
Sie liegt auf einer Höhe von etwa 630 m ü. M. Finate, neben Serpiano eine der beiden Fraktionen von Brusino Arsizio, liegt 600 Meter nordwestlich von Serpiano. Serpiano ist per Seilbahn vom Ortsteil Terniciolo erreichbar.
Zudem gibt es einen Fussweg vom Gemeindezentrum in Brusino Arsizio, das etwa zwei Kilometer nordöstlich von Serpiano liegt. Weiter existiert eine Fahrstrasse nach Süden, welche von der Buslinie nach Meride genutzt wird.

## Verkehr
- Seilbahn Brusino-Serpiano[1]

## Wirtschaft und Tourismus
- Hotel Serpiano[2]
- Grotto Alpe di Brusino[3]